# 조제 에두아르두 두스 산투스
조제 에두아르두 두스 산투스(포르투갈어: José Eduardo dos Santos, 문화어: 쥬제 에두아르두 두스 싼뚜스, 1942년 8월 28일 ~ 2022년 7월 8일)는 앙골라의 독립운동가이며, 제2대 대통령으로, 동시에 앙골라 해방인민운동(MPLA)의 의장이다. 1979년 10월 10일에 아고스티뉴 네투 초대 대통령의 뒤를 이어 앙골라 대통령이 되었다.

## 생애
두스 산투스는 앙골라의 루안다에서 건설 노동자의 아들로 태어났다. 학생 시절이었던 1956년, 앙골라 해방인민운동(MPLA) 에 참여하면서 본격적인 정치 경력이 시작되었다. 그러나, 포르투갈 식민 정부의 탄압으로 프랑스를 거쳐 콩고민주공화국의 수도 킨샤사로 망명하였다. 그는 망명지에서 MPLA의 부의장이 되었고, 망명 생활을 위해 학업을 중단하고 있었지만, 소련으로 자리를 옮겨 아제르바이잔 석유화학 대학 (지금의 아제르바이잔 석유 아카데미)에서 석유 화학을 전공해 학위를 취득하였다.
1970년, 앙골라로 귀국해 MPLA의 군사 조직 앙골라 해방 인민군에 들어갔고, 1974년에는 MPLA의 대외 정책 담당자에 올랐다. 그로부터 얼마 뒤인 1975년, 앙골라는 포르투갈로부터 완전한 독립을 얻어냈지만, 좌익과 우익 세력 간 충돌로 내전에 돌입하면서 두스 산투스는 MPLA의 총재가 되었다. 1979년 10월에는 앙골라의 초대 대통령 아고스티뉴 네투가 모스크바에서 사망하자, MPLA 선거를 통해 후임 대통령, 국회의장, 군 사령관에 임명되었다.

## 역대 선거 결과
| 선거명      | 직책명          | 대수 | 정당                | 득표율 | 득표수      | 결과 | 당락 |
| ----------- | --------------- | ---- | ------------------- | ------ | ----------- | ---- | ---- |
| 1992년 선거 | 앙골라의 대통령 | 2대  | 앙골라 해방인민운동 | 49.56% | 1,953,335표 | 1위  |      |
| 2008년 선거 | 앙골라의 대통령 | 2대  | 앙골라 해방인민운동 | 81.64% | 191표       | 1위  |      |
| 2012년 선거 | 앙골라의 대통령 | 2대  | 앙골라 해방인민운동 | 79.55% | 175표       | 1위  |      |